# 马洛 (德国)
马洛（德語：Marlow，發音：[ˈmaʁloː] ⓘ）是德国梅克伦堡-前波美拉尼亚州前波美拉尼亚-吕根县的城市，面积140.52平方千米，2023年12月31日人口为4,673人。